# Хуан Карлос Гаррідо
Хуан Карлос Гаррідо (ісп. Juan Carlos Garrido, нар. 29 березня 1969, Валенсія) — іспанський футбольний тренер. З 2021 року очолює тренерський штаб команди «Кастельйон».

## Кар'єра тренера
Почав тренерську роботу в аматорській команді «Ель-Пуїг», коли йому було 24 роки.
За п'ять років, у 1998, очолив тренерський штаб клубу «Онда» з Терсери, четвертого за силою іспанського дивізіону. «Онда» була одним з фарм-клубів «Вільярреала», і подальша кар'єра Гаррідо була на більш ніж 10 років пов'язана з цим клубом. Протягом 2000-х він треневав його другу команду — «Вільярреал Б», а 1 лютого 2010 року очолив тренерський штаб головної команди «Вільярреала». Сезон 2009/10 під керівництвом Гаррідо команда завершила на сьомому місці у чемпіонаті, а контракт з тренером було подовжено до літа 2011 року. Свій перший повний сезон 2010/11 як головний тренер «Вільярреала» Гаррідо завершив на четвертому місці у Ла-Лізі, вивівши команду до Ліги чемпіонів УЄФА. Проте у цьому континентальному турнірі підопічні Гаррідо не здобули жодного очка на груповому етапі, а в національному чемпіонаті їм не вдавалося пробитися у верхню частину турнірної таблиці. Останньою краплею для керівництва «Вільярреала» стала поразка за сумою двох зустрічей від третьолігового «Мірандеса» у тогорічному розіграші Кубка Іспанії. 21 грудня 2011 року тренера було звільнено.
З листопада 2012 по вересень 2013 працював у Бельгії з «Брюгге».
У грудні 2013 року повернувся на батьківщину, прийнявши пропозицію попрацювати у клубі «Реал Бетіс». Проте вже 19 січня 2014 року залишив команду з Севільї, яка під його керівництвом встигла провести 9 офіційних матчів, здобувши в них лише одну перемогу, і перебувала на той час на безнадійному останньому місці турнірної таблиці чемпіонату Іспанії.
У липні 2014 року очолив єгипетський «Аль-Аглі», з якого був звільнений 3 травня 2015, хоча й встиг виграти з каїрською командою Кубок конфедерації КАФ і Суперкубок Єгипту. 
6 листопада 2016 року уклав контракт терміном сім місяців із саудівським «Аль-Іттіфаком». Відпрацювавши контракт, влітку 2017 залишив Саудівську Аравію. Невдовзі після цього на два роки очолив тренерський штаб команди «Раджа» (Касабланка).
2019 року деякий час працював в ОАЕ з «Аль-Айном», після чого тренував туніський «Етюаль дю Сахель» і свою другу марокканську команду, «Відад» (Касабланка).
2021 року повернувся на батьківщину, прийнявши запрошення від команди «Кастельйон».